# Ars Longa Vita Brevis
Ne pas confondre avec le début de l'aphorisme d'Hippocrate, « Ars longa, vita brevis, ... »
Albums de The Nice
The Thoughts of Emerlist Davjack
(1968) Nice
(1969)
Ars Longa Vita Brevis (« L'art est long, la vie brève ») est le second album du groupe rock progressif britannique The Nice.
Le guitariste David O'List quitta le groupe pendant les sessions d'enregistrement de cet album, laissant les 3 autres musiciens le réaliser seuls. Après avoir auditionné plusieurs guitaristes (dont Steve Howe, le futur guitariste de Yes), ils décidèrent finalement de poursuivre sous la forme d'un trio et de laisser Keith Emerson prendre le contrôle total du groupe, l'orgue Hammond devient alors réellement l'instrument principal de la formation. Une première en cela que Keith Emerson chante sur les pièces Daddy, where did I come from ? où il partage le chant avec le bassiste Lee Jackson, il en fait autant sur les couplets de Happy Freuds ainsi que sur  le pont sur Little Arabella.
La première face contient plusieurs titres pop et un arrangement d'une œuvre de Jean Sibelius : The Karelia Suite. La seconde face, quant à elle, est caractérisée par une longue suite de presque 20 minutes: Ars Longa Vita Brevis à laquelle l'album doit son titre.  Le troisième mouvement Acceptance "Brandenburger" reprend le premier mouvement (Allegro) du Concerto brandebourgeois no 3 en sol Majeur (BWV 1048) de Jean-Sébastien Bach. 
Cette construction est typique du rock progressif, à savoir une face contenant plusieurs morceaux plus ou moins courts et l'autre constituée d'une longue suite d'environ 20 minutes. Certains[Qui ?] considèrent Ars Longa Vita Brevis comme l'une des premières pièces de rock progressif.
L'album rencontre un grand succès en tournée mais ne rentre pas dans les charts.

## Titres
Sauf indication contraire, toutes les pièces sont de Keith Emerson et Lee Jackson.

### Face A
1. Daddy, Where Did I Come From ? - 3:42
2. Little Arabella - 4:14
3. Happy Freuds - 3:25
4. Intermezzo from the Karelia Suite (Sibelius) - 8:57
5. Don Edito el Gruva (Emerson, Jackson, Davison) - 0:12

### Face B
1. Ars Longa Vita Brevis - 19:18
  1. Prelude / 1st Movement: Awakening (Davison) – 5:50
  2. 2nd Movement: Realisation (Jackson, O'List, Emerson) – 4:54
  3. 3rd Movement: Acceptance "Brandenburger" (JS Bach, Emerson, Jackson, Davison) – 4:23
  4. 4th Movement: Denial (Emerson, Jackson, Davison) – 3:23
  5. Coda: Extension to the Big Note (Emerson) – 0:46

### Pièces bonus sur la réédition de 1973
- America (Stephen Sondheim, Leonard Bernstein)
- 2nd Amendment (Davison, Jackson)

### Pièces bonus sur la réédition de 1998
- 7 Brandenburger (Mix mono single)
- 8 Happy Freuds (Mix mono single)

### Pièce bonus sur la réédition de 2005
- 9 Happy Freuds 3:27

## Musiciens
- Keith Emerson : orgue, piano, chant et chœurs sur (1, 2, 3)
- Lee Jackson : basse, chant sauf sur (4)
- Brian Davison : batterie

## Personnel additionnel
- Malcolm Langstaff : guitare sur 2nd mouvement: Realisation
- Robert Stewart : arrangement et direction de l'orchestre
- Don Brewer : ingénieur consultant
- Gered Mankowitz : pochette de l'album avec rayons-x des musiciens du groupe